# الینار وارطانیان
الینار سوریکی وارطانیان (ارمنی: Էլինար Սուրիկի Վարդանան؛ زادهٔ ۱۸ نوامبر ۱۹۷۸) یک حقوق‌دان و سیاستمدار اهل ارمنستان است که از تاریخ ۲۰۱۲ تا تاریخ ۲۰۱۷ سمت نمایندگی دوره پنجم مجلس ملی جمهوری ارمنستان را برعهده داشت.

## زندگی‌نامه
در ۱۸ نوامبر ۱۹۷۸ در ایروان به دنیا آمد و از مؤسسه امتحانات قضایی ایروان فارغ‌التحصیل شد. 

## یادداشت
1. ↑  Երևանի դատական փորձաքննությունների ինստիտուտ